# Oxidativer Stress
Als oxidativen Stress bezeichnet man einen Zustand im Stoffwechsel, bei dem durch Oxidation Schäden an Zellen oder deren Funktionen entstehen. Dabei kann ein breites Spektrum an biologischen Funktionen betroffen sein. Verantwortlich hierfür ist ein Ungleichgewicht zwischen oxidativen und antioxidativen Prozessen.
Da sowohl oxidierende als auch reduzierende Substanzen (freie Radikale) zelleigene Strukturen angreifen können, ist eine Zelle normalerweise in der Lage, diese durch Neutralisation unschädlich zu machen. Dazu werden oxidierende bzw. reduzierende Stoffe produziert und bevorratet. Oxidativer Stress ist dementsprechend ein Ungleichgewicht zwischen oxidierenden und reduzierenden Stoffen, das die normalen Reparatur- und Entgiftungsfunktionen der Zelle überfordert. In der Folge können alle zellulären und extrazellulären Biomoleküle geschädigt werden.
Der Begriff oxidativer Stress wurde im Jahr 1985 von Helmut Sies geprägt. Oxidativer Stress und die damit zusammenhängenden Wirkmechanismen sind ein aktives Forschungsfeld der Biochemie und der Ernährungswissenschaft. Derzeit wird der wissenschaftliche Diskurs von vielen Unbekannten, Unsicherheiten und Kontroversen bestimmt.

## Ursachen
Das Spektrum von oxidativem Stress erstreckt sich über Oxidantien und Antioxidantien, die mit der Nahrung oder aus der Umwelt aufgenommen werden hin zu solchen Oxidantien und Antioxidantien, welche im Körper selbst produziert werden. Bei einigen dieser Prozessketten spielt die Ernährung eine klare Rolle, während andere davon nicht betroffen sind.
Sichtbares Licht kann oxidativen Stress hervorrufen, wobei insbesondere intensives blaues und ultraviolettes Licht eine Rolle spielen, etwa im Fall von Sonnenbrand. Ionisierende Strahlung verursacht DNA-Schäden und Krebs. Luftverschmutzung, insbesondere Reaktive Sauerstoffspezies (engl. Reactive Oxygen Species, ROS) und Reaktive Stickstoffspezies können oxidativen Stress hervorrufen. Eisen und Cadmium, sowie andere Chemikalien, welche über die Nahrung, Medikamente oder Drogen aufgenommen werden, spielen ebenfalls eine wichtige Rolle.
Zu den oben genannten auslösenden Umweltfaktoren gehören auch Metalle, auch solche, die aus (zahn)medizinischen Indikationen eingebracht werden. Da Metalle meist über lange Zeiträume inkorporiert werden und teilweise eine lange Halbwertszeit besitzen, ist dieser Mechanismus für die Entstehung chronischer Krankheiten von besonderer Bedeutung.

## Auswirkungen
Zu den Folgen eines hochgradigen oxidativen Stresses gehören:
- Lipidperoxidation: Diese führt letztlich dazu, dass Zellen mehr Energie aufwenden müssen, um ihr Membranpotenzial zu stabilisieren
- Proteinoxidation
- Schädigung der DNA

Diese drei Vorgänge gelten als mitursächlich für den Alterungsprozess und eine geringere Lebenserwartung.
Demgegenüber kann ein geringes Maß an oxidativem Stress gesundheitsfördernd wirken.

### Schutzsysteme
Zellen und Geweben stehen verschiedene Schutzmechanismen gegen oxidativen Stress zur Verfügung:
1. Antioxidatives Schutzsystem – enzymatische und nichtenzymatische Radikalfänger und Antioxidantien[2]
2. Sekundärer Schutz – Reparaturmechanismen der DNA und geregelter Abbau von Proteinen (-turnover)[2]

### Freie Radikale
Durch die Atmungskette werden freie Radikale gebildet, die bevorzugt zu einer Schädigung der mitochondrialen DNA (mtDNA) führen. Ursächlich ist die enge räumliche Beziehung.
Die Nettoreaktion in der Atmungskette der Zellen ist die exergonische Reaktion von Sauerstoff mit Wasserstoffionen zu Wasser. Trotz ausgiebiger Schutzmechanismen ist dieser Prozess in etwa zwei Prozent der Fälle unvollständig, indem sich nur ein Wasserstoffatom mit einem Sauerstoffatom verbindet und zu reaktiven Sauerstoffverbindungen weiter reagiert.

### Entstehung von Erkrankungen
Seit dem Jahr 2000 wurde eine Vielzahl klinischer Versuche durchgeführt, in welchen die Rolle von pharmazeutisch verabreichten Antioxidantien zur gezielten Bekämpfung von oxidativem Stress untersucht wurde. Auch wenn viele dieser Versuche nicht den gewünschten Erfolg brachten, schmälert dies nicht die profunde Datenbasis, welche oxidativen Stress mit einer Reihe von Erkrankungen in Verbindung bringt und gleichzeitig die schützende Rolle von Antioxidantien zeigt.
Zwar sind die einzelnen oxidativen und antioxidativen Prozesse gut erforscht und verstanden. Das gilt jedoch nicht für die Korrelationen von oxidativem Stress mit verschiedenen Krankheitszuständen. Ein möglicher Zusammenhang besteht in der Zerstörung von Mitochondrien, Mikrofilamenten und Proteinen, die durch den Oxidationsvorgang ihre Funktion verlieren. Hierdurch kommt es zu einer Funktionsbeeinträchtigung der normalen Stoffwechselvorgänge und zu Veränderungen an Zellen.
In jüngerer Zeit wird der Einfluss reaktiver Sauerstoffspezies auf die Entstehung von oxidativem Stress insbesondere im Hinblick auf neurodegenerative Erkrankungen wie Schlaganfall, Morbus Parkinson, Morbus Alzheimer, Chorea Huntington oder auch Amyotrophe Lateralsklerose (ALS) untersucht. In diesem Zusammenhang weisen viele Studien vor allem bei der Parkinson’schen Erkrankung, die durch den Abbau dopaminerger nigrostriataler Neurone in den Basalganglien gekennzeichnet ist, auf ein Überhandnehmen freier Sauerstoffradikale unter Eisenbeteiligung und auf hierdurch generierten oxidativen Stress mit schädigender Umwandlung physiologischerweise in der Substantia nigra vorkommender Proteine (z. B. α-Synuclein) hin. Auch bei der diabetischen Neuropathie sind Zeichen erhöhten oxidativen Stresses nachweisbar. Diskutiert wird ferner eine Genese oxidativen Stresses nach Bestrahlung oder auch durch Hypoxie bzw. Hyperoxie und die sich hieraus ergebende Begünstigung neurodegenerativer Erkrankungen. Auch bestimmte Herz-Kreislauferkrankungen wie z. B. Arteriosklerose oder Koronare Herzkrankheit könnten durch oxidativen Stress mitbedingt sein, da die Oxidation des LDL im Endothel als eine Vorstufe von Plaquebildung angesehen wird. Derzeit wird allgemein davon ausgegangen, dass krankheitsauslösende oder -begünstigende Faktoren für ein Überwiegen oxidativen Stress generierender Substanzen gegenüber Entgiftungsmechanismen (s. u.) verantwortlich zeichnen.
Weiters korrelieren einige auslösende Faktoren von Migräne mit verschiedenen pathologischen Mechanismen, welche im Zusammenhang mit oxidativem Stress stehen.

## Ernährung
Vitamin C und Vitamin E sind die beiden einzigen Antioxidantien, für welche es derzeit Zufuhrempfehlungen gibt, da nur für diese ein direkter Zusammenhang mit Erkrankungen nachgewiesen werden konnte. Andere Antioxidantien haben teils überlappende Wirkungen und so ist es schwer für diese Zufuhrempfehlungen festlegen und rechtfertigen zu können.
Gleichwohl können sich beispielsweise Carotinoide in der Netzhaut anreichern und diese vor Licht-induzierten Schäden schützen. Die AREDS-Studie ergab, dass die hochdosierte Gabe von Antioxidantien wie Lutein das Fortschreiten einer Makuladegeneration in vielen Fällen verhindern oder zumindest verlangsamen kann. Die Pigmente Lutein und Zeaxanthin sitzen vermehrt im Gelben Fleck des Auges und schützen die Netzhaut. Darüber hinaus wird angenommen, dass Ernährung die Entzündungssignalketten und somit die Reparaturprozesse positiv beeinflusst.

## Therapie
Es existiert derzeit keine auf der Behandlung von oxidativem Stress beruhende und evidenzbasierte Therapie. In einer Vielzahl von Studien konnte beim Menschen kein Nutzen von Antioxidantien enthaltenden Nahrungsergänzungsmitteln nachgewiesen werden. Vielmehr trifft das Gegenteil zu: Mehrere Metaanalysen kamen zu dem Schluss, dass die dem oxidativen Stress entgegenwirkende Gabe von Antioxidantien (besonders von beta-Carotin, Vitamin A und Vitamin E) beim Menschen die Entstehung von Krankheiten einschließlich Krebs fördert.
Die Idee eines generellen Ungleichgewichts, das durch Gabe von Antioxidantien ausgeglichen werden könnte, ist daher ein zu simples Konzept. Vielmehr scheinen die Ungleichgewichte nur in einzelnen Prozessketten aufzutreten.
Ein Grund für die negativen Ergebnisse scheint zu sein, dass reaktive Sauerstoffspezies (ROS) nicht nur gefährliche Abfallprodukte einer Zelle darstellen, sondern dieselben Sauerstoffspezies in niedriger Konzentration essentielle Signal- und Botenstofffunktionen ausführen (siehe Mitohormesis). Antioxidantien können aber per Definition zwischen beiden Funktionen von ROS nicht unterscheiden und interferieren sowohl mit möglicherweise schädlichen als auch schützenden Wirkungen.